# Lena Rice
Pour les articles homonymes, voir Rice.
Helena « Lena » Bertha Grace Rice (née le 21 juin 1866 dans le comté de Tipperary, Irlande — décédée le 21 juin 1907 dans le Comté de Tipperary, Irlande) est une joueuse de tennis irlandaise de la fin du XIXe siècle. 
En 1890, elle devient la première Irlandaise à remporter le tournoi de Wimbledon (en simple dames).
Elle est aussi la première de son pays à s'imposer dans une épreuve du Grand Chelem, un an avant Mabel Cahill à l'US Women's National Championship.
Helena Rice est décédée des suites d'une tuberculose, le jour de son 41e anniversaire.

## Palmarès (partiel)

### Titre en simple dames
| No | Date       | Nom et lieu du tournoi       | Catégorie | Surface      | Finaliste | Score    |  |
| -- | ---------- | ---------------------------- | --------- | ------------ | --------- | -------- |  |
| 1  | 30/06/1890 | The Championships, Wimbledon | G. Chelem | Gazon (ext.) | May Jacks | 6-4, 6-1 |  |

### Finale en simple dames
| No | Date       | Nom et lieu du tournoi       | Catégorie | Surface      | Vainqueure      | Score         |  |
| -- | ---------- | ---------------------------- | --------- | ------------ | --------------- | ------------- |  |
| 1  | 01/07/1889 | The Championships, Wimbledon | G. Chelem | Gazon (ext.) | Blanche Bingley | 4-6, 8-6, 6-4 |  |

## Parcours en Grand Chelem (partiel)
Si l’expression « Grand Chelem » désigne classiquement les quatre tournois les plus importants de l’histoire du tennis, elle n'est utilisée pour la première fois qu'en 1933, et n'acquiert la plénitude de son sens que peu à peu à partir des années 1950.

### En simple dames
| Année | - | - | - | - | Wimbledon | Wimbledon       | US National | US National |
| 1889  | - | - | - | - | Finale    | Blanche Bingley | -           | -           |
| 1890  | - | - | - | - | Victoire  | May Jacks       | -           | -           |

À droite du résultat, l’ultime adversaire.